# Bliźniak (singel)
Bliźniak – singiel rockowego zespołu Maanam wydany w lipcu 2001 roku, promujący dziesiąty album studyjny Hotel Nirwana. Oprócz singlowego utworu, na wydawnictwie znajdują się dwa remiksy przeboju „Wolno wolno płyną łodzie”.

## Lista utworów
1. „Bliźniak” – 2:44
2. „Wolno wolno płyną łodzie (Remix Slavo)” – 5:22
3. „Wolno wolno płyną łodzie (Remix Beatbox DJ Perez)” – 4:42

## Twórcy
- Kora – śpiew
- Marek Jackowski – gitary
- Ryszard Olesiński – gitary
- Krzysztof Olesiński – gitara basowa
- Paweł Markowski – perkusja

Gościnnie
- Cezary Kaźmierczak – instrumenty klawiszowe, Hammond
- Barry Kinder – chórki, instrumenty klawiszowe, drumla, perkusja
- Neil Black – skrzypce